# Herbert Häfner
Herbert Häfner (* 15. Januar 1904 in Rotterode; † 23. Oktober 1954 in Bösingfeld) war ein deutscher Maler.

## Leben
Herbert Häfner studierte in Berlin an der Hochschule für Bildende Künste und hinterließ etwa hundert Ölbilder und ebenso viele Grafiken. Stilistisch orientierte er sich an der Malerei des Idealismus des späten 19. Jahrhunderts, speziell an Hans von Marées. Häfner erhielt 1937 von den Nationalsozialisten Berufsverbot wegen „jüdischer Versippung“, weil er mit der jüdischen Malerin Ilse Häfner-Mode verheiratet war. Er wurde aus der Reichskammer der Bildenden Künste ausgeschlossen. Den 1934 verliehenen Rom-Preis musste er zurückgeben. Nach dem Krieg starb er vereinsamt.

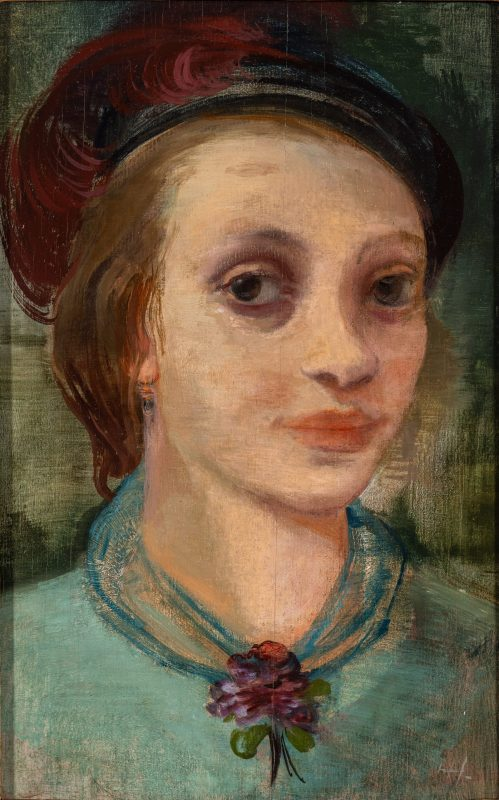
Lilo Jüngst (1935)